# دایناسور پردار

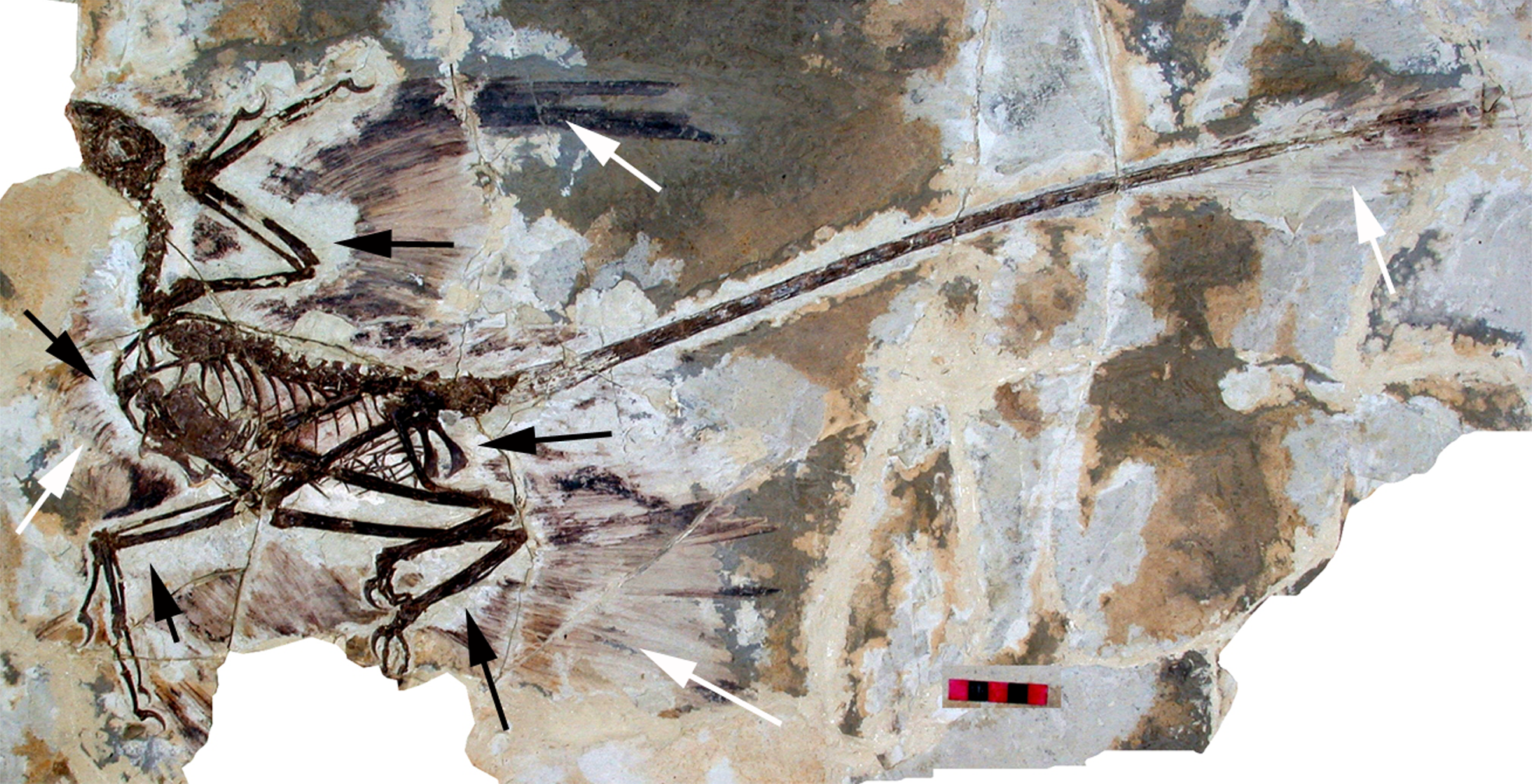
فسیل ریزدزد دارای آثار بال یا دست‌های پردار است (به پیکان‌ها توجه کنید)

دایناسور پردار (انگلیسی: Feathered dinosaur) گونه‌هایی از دایناسورها هستند که دارای پر بوده‌اند. از اوائل دهه ۱۸۰۰ میلادی زمانی که تحقیقات علمی روی دایناسورها آغاز شد به مدت ۱۵۰ سال به‌طور کلی اعتقاد بر این بود که دایناسورها وابسته به خانواده خزندگان باشند. خود واژه دایناسور که در ۱۸۴۲ توسط دیرینه‌شناسی به نام ریچارد اوون ابداع شد، اصطلاحی یونانی به معنی «مارمولک ترسناک» است. این دیدگاه طی جریانی شروع به تغییر کرد که در تحقیقات علمی اواخر دهه ۱۹۶۰ به رنسانس دایناسوری (اشاره به رنسانس پس از قرون وسطی) مشهور شد و تا اواسط ۱۹۹۰ میلادی شواهد قابل توجه و برجسته‌ای پیدا شد که دایناسورها بیشتر به پرندگان نزدیک هستند. در واقع، پرندگان امروزی نوادگان مستقیم گروه ددپایان دایناسورها هستند، از این رو خود پرندگان امروزی نیز در شاخه دایناسورهای پردار طبقه‌بندی می‌شوند (به استثنای تعداد اندکی مرغ‌های مصنوعی بدون پر).
در بین دایناسورهای منقرض شده، پرها یا پوست شبه‌پر از طریق شواهد فسیلی هم به‌طور مستقیم و هم غیرمستقیم روی بسیاری از سرده‌ها پیدا شد. اکثریت یافته‌های «پر» برای تهی‌دم‌خزندگان بودند. گرچه این پوست حداقل روی سه پرنده‌کفلان نیز پیدا شده‌است که این گمان را افزایش می‌دهد که پرهای نخستین در دایناسورهای نخستین وجود داشته‌است و با توجه به پتروسور از خزندگان بالدار، احتمالاً حتی یک حیوان کهن‌تر از نیای دایناسورها. تمساح‌سانان نیز دارای بتا کراتین هستند که به بتاکراتین موجود در پرندگان بسیار شبیه است که این نظریه را تقویت می‌کند که هر دو از یک نیای مشترک باشند.